# FK Dizdaruša Brčko
FK Dizdaruša je bosanskohercegovački nogometni klub iz mjesne zajednice Dizdaruša koja pripada naseljenom mjestu Brčko, Distrikt Brčko, Bosna i Hercegovina.
Klupske boje su bijela i plava. 

## Povijest
FK Dizdaruša je osnovana 2006. godine. Klub se u početku natjecao u županijskim ligama pod organizacijom nogometnog saveza Tuzlanske županije, a poslije nogometnog saveza Županije Posavske. Dizdaruša je također bila i član 2. lige FBiH – Sjever od sezone 2011./12. pa do sezone 2017./18. U sezoni 2020./21. se ponovno natječe u drugoj ligi

## Uspjesi
1. županijska liga PŽ
- prvak: 2010./11., 2019./20.

2. županijska liga PŽ
- prvak: 2009./10.

3. županijska liga Tuzlanske županije - Brčko Distrikt
- prvak: 2007./08.

## Vanjske poveznice
- fkdizdarusa.blogspot.com
- sportdc.net, Dizdaruša
- posavinasport.com, Dizdaruša (Brkčo)  Arhivirana inačica izvorne stranice od 23. rujna 2019. (Wayback Machine)
- worldfootball.net, FK Dizdaruša Brčko
- transfermarkt.com, FK Dizdaruša